# Walnut Hill (Illinois)
Walnut Hill è un villaggio degli Stati Uniti d'America, situato nello Stato dell'Illinois, nella contea di Marion.
| Controllo di autorità | J9U (EN, HE) 987007532815405171 |